# Пърси Уизли
Пърси Уизли (на английски: Percy Weasley) е герой от поредицата на писателката Дж. К. Роулинг „Хари Потър“.
Той е третото от седемте деца на семейство Уизли. Пърси е брат на Рон Уизли — най-добрият приятел на Хари Потър. Учи в училището за магия и вълшебство „Хогуортс“.
Член е на дом „Грифиндор“. Той е с огнено-червена коса (досущ като петимата си братя и едната си сестра) и носи очила с рогови рамки, а също така и е много амбициозен. Има чувства към ученичка от дом Рейвънклоу-Пенелопи Клийруотър, която през втората година на Хари Потър е вкаменена от базилиска.
Споменава се във всичките седем книги на писателката. След завършването си, той започва работа в Министерството на Магията. Кара се с родителите си и доста дълго време за него те все едно не съществуват.
Въпреки че от петата (след кавгата със семейството му) до седмата книга, той твърдо отстоява Министерството и лъжите му, Пърси участва в решаващата битка за своето училище – „Хогуортс“, като така заема мястото си на страната на добрите. По време на пета част обижда Хари че е лъжец.